# نجوى عثمان
د.نجوى عثمان عام (1954-2009) محاضرة في جامعة حلب ومدرسة لمقررات «الآثار والفنون الإسلامية»، و«تاريخ الفن والعمارة» والمسكوكات الإسلامية. حاضرت في العديد من المنابر الثقافية منها مديرية الثقافة وجمعية العاديات ونقابة المهندسين ومعهد التراث وكلية الآثار والعمارة والقنصلية التركية. هذا بالإضافة إلى أبحاث ودراسات كثيرة قدمتها في المؤتمرات والندوات التي تعقد في تاريخ العلوم وقد زاد عددها عن خمسة وثلاثين بحثاً.

## مسيرتها
مواليد مدينة الباب نالت شهادة الهندسة المدنية من جامعة حلب وبعد ثلاث سنوات انصرفت لدراسة التراث العربي الإسلامي وألتحقت بمعهد التراث العلمي العربي بحلب.
نالت الماجستير في تاريخ العلوم عند العرب وذلك عام 1991 حيث قدمت بحثا بعنوان (الهندسة الأنشائية في مساجد حلب) ثم نالت درجة الدكتوراة في دراسة علمية بحثية وميدانية أجرتها في القيروان بعنوان(دراسة مقارنة بين المساجد القديمة في حلب ومدينة القيروان في تونس).
أغنت المكتبة العربية بالعديد من الأبحاث والدراسات المميزة وقد الفت بالتعاون مع محمد فؤاد عنتابي(حلب في مئة عام) وكذلك (النقل الداخلي في حلب في القرن العشرين).
ولها كتاب غاية في المتعة بعنوان (مكابدات لطيفة ومواقف طريفة) وذلك من خلال تجوالها على مساجد حلب والقيروان.
قدمت مايقرب عن 35 بحث ودراسة علمية وشاركت في عدد كبير من المؤتمرات والندوات وحلقات البحث العلمية.
لم يسعفها الوقت والقدر لمتابعة مشوارها العلمي الناجح بامتياز فتركت مشاريع علمية غير منجزة منها (الآثار والأوابد التاريخية في حلب وكلس وغازي عنتاب) فكانت تسافر من أجله وتلتقط الصور وتضع الشروح. وقد طبعت جامعة حلب هذا الكتاب بعيد وفاتها مترجمًا إلى التركية (صفحة بالعربية وصفحة بالتركية) في سنة 2009.[بحاجة لمصدر]
وتنطلق لتتجول في الإبداعات الهندسية التاريخية لحلب خصوصا وغيرها فتصل لنتيجة مفادها أن لنا تاريخا مشرفا في هذه الفنون وغيرها ويجب أن يكون مصدر إلهام للمستقبل.
كان من المفترض أن تلقي محاضرتها فيه تحت عنوان (التطور المعماري للمسجد الأقصى وقبة الصخرة).
توفيت في في حادث سير يوم الاثنين 9/2/2009، وبدلاً من أن تنفذ المحاضرة المقرر في 11/2/2009 تم في اليوم نفسه تشييعها من الجامع الكبير في مسقط رأسها مدينة الباب بعد صلاة العصر، وتقبّلت الجمعية التعازي فيها في موعد المحاضرة.

## مؤلفاتها

### من كتبها المطبوعة
ـ الهندسة الإنشائية في مساجد حلب، جامعة حلب 1992.
ـ حلب في مئة عام (1850-1950)، 3 أجزاء، جامعة حلب 1993، (بالاشتراك مع الأستاذ محمد فؤاد عينتابي).
ـ مساجد القيروان.
ـ دمشق 2000.
ـ النقل الداخلي بحلب في القرن العشرين، دمشق 2004.
ـ مكابدات لطيفة ومواقف طريفة في أحياء حلب والقيروان، حلب 2004.

### كتب تركتها قيد التحرير
ـ الزوايا والمدارس الأثرية في القيروان.
ـ تاريخ العمارة الإسلامية.
ـ الرنوك على العمائر المملوكية في سورية.
ـ النقائش بمدينة حلب في العصر العثماني.
ـ أبنية وشواهد قبور (مع فريق عمل).
ـ الآثار والأوابد التاريخية في حلب وكلس وغازي عينتاب.
'وهي عضو في:'
ـ الجمعية السورية لتاريخ العلوم.
ـ جمعية العاديات.
ـ الاتحاد العام للآثاريين العرب.
ـ هيئة تحرير مجلة هندسة.
ـ هيئة تحرير «مجلة العاديات».
ـ رئيسة لجنة الدراسة الفنية لمشروع «الأوابد التاريخية في حلب وكلس وغازي عينتاب»
ـ جامعة حلب.
ـ ضمن مشروع التعاون الإقليمي السوري التركي.

## جوائز
- جائزة الباسل للإنتاج الفكري في حلب لعام 2004.
- كرمت في نقابة المهندسين وحصلت على شهادة تقدير كمهندسة مبدعة في مجال الدراسات التراثية عام 2004.
- على درع جامعة عين شمس عام 2004.
- كرمت بمناسبة يوم المرأة العالمي كامرأةٍ متميزة في آذار 2007.